# جيروم بوغنيز
جيروم بوغنيز (بالفرنسية: Jérôme Baugnies)‏ (و. 1987  م) هو راكب دراجة هوائية بلجيكي.

## سجل الفوز

### سباقات أو مراحل فاز بها
| التاريخ        | السباق                                            | المركز                      |
| -------------- | ------------------------------------------------- | --------------------------- |
| 10 أبريل 2005  | Paris-Roubaix Juniors 2005                        |                             |
| 24 يوليو 2008  | 2008 Grote Prijs Beeckman-De Caluwé               | الفائز في التصنيف العام     |
| 08 أكتوبر 2008 | 2008 KAJ-KWB Prijs                                |                             |
| 21 فبراير 2010 | طواف الغارف 2010                                  | الأول في تصنيف الجبال       |
| 17 أغسطس 2010  | طواف فيرزين 2010                                  |                             |
| 26 مارس 2011   | إي ثري هاريل بيك 2011                             | المرتبة 20 في التصنيف العام |
| 01 مايو 2011   | إشبورن-فرانكفورت 2011                             |                             |
| 17 مارس 2013   | 2013 Grand Prix de la ville de Nogent-sur-Oise    |                             |
| 21 سبتمبر 2013 | جي بي إيبانيس-فان بيتيجم 2013                     |                             |
| 09 أكتوبر 2013 | 2013 KAJ-KWB Prijs                                |                             |
| 01 مايو 2014   | إشبورن-فرانكفورت 2014                             |                             |
| 12 يونيو 2014  | غروسر برايس ديس كانتونس أرجو 2014                 |                             |
| 27 يوليو 2014  | جيرو دي توسكانا 2014                              |                             |
| 05 يوليو 2015  | جائزة جان بيير مونسيري الكبرى 2015                |                             |
| 26 أغسطس 2015  | دريفينكويرز أوفيريجز 2015                         | الفائز في التصنيف العام     |
| 02 سبتمبر 2015 | 2015 Stadsprijs Geraardsbergen                    |                             |
| 01 يناير 2016  | طواف أندلوسيا 2016                                |                             |
| 29 يونيو 2016  | Internationale Wielertrofee Jong Maar Moedig 2016 | الفائز في التصنيف العام     |
| 17 يوليو 2016  | 2016 Grote Prijs Beeckman-De Caluwé               |                             |
| 24 أغسطس 2016  | دريفينكويرز أوفيريجز 2016                         | الفائز في التصنيف العام     |
| 07 مايو 2017   | 2017 Trofee Maarten Wynants                       | الفائز في التصنيف العام     |
| 08 يوليو 2017  | جائزة جان بيير مونسيري الكبرى 2017                |                             |
| 23 أغسطس 2017  | دريفينكويرز أوفيريجز 2017                         | الفائز في التصنيف العام     |
| 09 سبتمبر 2017 | 2017 De Kustpijl                                  |                             |
| 26 يوليو 2018  | 2018 Grand Prix Pino Cerami                       |                             |
| 21 أغسطس 2018  | غروت بريجس ستاد زوتيجم 2018                       | الفائز في التصنيف العام     |

## روابط خارجية
- جيروم بوغنيز على موقع الاتحاد الدولي للدراجات (الإنجليزية)
- جيروم بوغنيز على موقع أرشيف الدراجات (الإنجليزية)
- جيروم بوغنيز على موقع إحصائيات الدراجات الإحترافية (الإنجليزية)
- جيروم بوغنيز على موقع نسبة الدراجات (الإنجليزية)
- جيروم بوغنيز على موقع CycleBase (الإنجليزية)